# Squalus brevirostris
Squalus brevirostris är en hajart som beskrevs av Tanaka 1917. Squalus brevirostris ingår i släktet Squalus och familjen pigghajar. IUCN kategoriserar arten globalt som otillräckligt studerad. Inga underarter finns listade i Catalogue of Life.